# KMT Studio青年部
KMT Studio青年部（通稱國民黨青年部）是中國國民黨主管社會青年之部門，隸屬於中國國民黨中央委員會一級單位KMT Studio，現任主任為廖偉翔。
KMT Studio青年部現亦下轄全國青年工作總會，為國民黨社會青年組織，於全國各縣市設有分會，關注青年相關政策，輔導青年走出社會。

## 沿革

### 大陸時期
國民黨青年部始於中華民國大陸時期，該黨主導国民革命期間，从1924年（民國13年）1月至1928年2月在广州曾设立中央青年部，领导学生运动和平民教育。历任部长有：
- 邹鲁，用曾经做过“高师”学生会会长的孙甄陶为青年部秘书，用高师学生吴荣楫为青年部干事。指使孙甄陶、吴荣楫发起并组成“民社”，成员谢清、黄佩纶、杜喆全、余日焜、黄炳坤、张农等都是“高师”学生。
- 甘乃光；秘书黄日葵
- 丁惟汾（1926年7月—1927年9月）
- 孙科（1937年3月在汉口召开的国民党二届三中全会改选）
- 1927年9月16日汪精卫等在武汉成立了国民党中央特别委员会，通过的《中央党部组织案》对中央党部的组织机构作了调整。中央各部采用委员制。青年部委员傅汝霖、缪斌、邹鲁、丁惟汾。

在第一次国共合作政治背景下，与国民党中央青年部对应的是“中国社会主义青年团”（1925年改名“中国共产主义青年团”）。国民党中央青年部一成立，首先办理的就是平民教育工作。青年部组建了中央平民教育运动委员会，简称“平教委员会”：
- 主任许崇清（广东省教育厅厅长）
- 副主任王仁康（广州市教育局局长）
- 实施部：部长郭寿华旋因事请假。委员：陈志文（代理实施部部长）、林丛郁（现名林增华）、陈永年。
- 编辑部部长谢清。委员：吴荣楫、张农、林柏生。
- 实施部干事二人，办理各项具体工作和经常巡视各教场，由实施部自行聘请。最初担任干事的是袁德韵、冯金高、后再加一干事梁啸海。
- 上海执行部青年部长叶楚伧

1925年邹鲁参加“广东各界北上外交代表团”，11月代表团到达北京，邹鲁与谢持、张继、林森等在西山召开会议，反对广州国民政府的联共政策，被国民党二大开除党籍。 
迄1947年7月9日，三民主義青年團九週年團慶，團長蔣中正致訓詞，發表《對黨團合併的指示》，稱「統一黨部與團部的機構，這是要使本黨起死回生的一個重要措置」；三民主義青年團書記長陳誠書告全國青年實行總動員:8380-8381。同日，國民黨中央執行委員會常務委員會「為統一革命陣線，加強黨國力量，齊一步驟，戡平匪亂」，通過黨團合併案，「決定黨與團統一組織」；通過李惟果升任中央宣傳部部長:8381。
1947年7月23日，國民黨中常會通過《黨團統一組織原則》，決定：一、現任省、市、縣支區分團部干事監察，一律改任為省、市、縣黨部執監委員；二、擴增後之省、市黨部執行委員，由中央指定5至9人，組織黨團統一委員會，負責團統一組織任務；三、省、市黨部設主任委員一人，由中央指定之:8387。1947年9月召开六届四中全会暨中央党团联席会议，决定实行党团合并统一，将三青团并入国民党，规定三青团团员一律登记为党员，并復於中央执行委员会下设中央执行委员会青年部，掌理青年党员的培养、组织与训练。該部之初始組織架構如下：
- 部长倪文亚 陈雪屏（北京大学训导长）
- 副部长
  - 郑通和（甘肃省教育厅厅长）
  - 赵仲容（傅作义张垣绥靖公署驻北平办事处中将处长、三青团中央常务干事）
- 主任秘书张兴周（河北省教育厅厅长）
- 第一处（组织）：处长张兴周（河北省教育厅厅长）/刘真(湖北师范学院训导长、院长，陈诚秘书)，副处长张公甫/王昇
  - 第一科：科长郑君健
  - 第二科（学运）：科长张公甫兼
  - 第三科（通信联络）：科长陈道毅（国立社会学校政治科副教授）
- 第二处：副处长李焕
- 江苏省青年运动委员会：主任委员葛建时

### 臺灣時期
1950年4月9日，中央青年部為輔導青年活動，特協助各大專學生團體，於台北市中山堂舉行各界青年春季晚會，國防部政治部主任蔣經國公開演講，呼吁「希望最優秀的人才能到軍隊中去」、號召青年踴躍「到軍隊中去，到前方去，到大陸去，到敵後去。」12日晚，在中山堂和平室舉行「中國青年反共抗俄聯合會籌備會」的組織章程，推選出行政專校、台大、師院、工專、青年服務團、青年軍聯誼會、商業職校、省立一女中、女師、金甌女中、人力車公會及工人公會等單位代表為籌備會負責人，組織常務委員會，並決議聘請青年部、省黨部、社會處、總政治部代表擔任籌備會指導，而以青年軍聯誼會（台北市館前街二十號）作為會址。14日晚，舉行第一次常委會，選出「台大為主任委員，行專為副主任委員，商職、師院為新聞組正副組長、青年服務團、人力車工會為聯絡組正副組長，工專、女師為總務組正副組長。並決定敦聘張其昀、倪文亞、鄭彥棻、陳雪屏、鄧文儀、程天放、蔣經國、浦薛鳳、黃珍吾、彭孟緝、上官業佑、朱虛白、吳三連、傅斯年諸氏為指導委員。」1950年4月27日，中國青年反共抗俄聯合會（“青联会”）正式成立，由臺灣大學、行政專校、台北工專、師範學院、中國回教青年反共抗俄大同盟、青年服務團、公路局、台北一女中、女子師範、台北師範、師院附中、青年軍聯誼會、成功中學、台北商聯、人力車公會等十五單位代表當選。
1950年7月，國民黨中央實施組織改造，其中中央改造委員會第二組「掌理產業職業等團體、知識青年及其他特種黨部之組織、黨員之訓練，及指導其活動，並負有關民眾運動指導之責」，主任為谷正綱。迄1952年10月，國民黨召開七屆一中全會，通過《中央委員會組織大綱》，改以第一組「掌理自由地區各種各級黨部之組訓指導」，主任為唐縱；第五組則「掌理民眾運動之指導與人民團體之黨團活動」，主任為連震東。
另1950年9月，国民党中央改造委員會第29次會議修正通過《中國國民黨中央直屬知識青年黨部設置原則及組織規程草案》，设中央直屬第一（台大）、第二（師院）、第三（台中農學院）、第四（台南工學院）、第五（工專）、第六（政專）知識青年黨部改造委員會。
1972年，國民黨召開十屆三中全會，將原屬第五組之青年運動業務及原屬第一組之知識青年組織（含知青黨部）業務劃歸新設立之青年工作會，職司指導、主辦、襄助知識青年組織、訓練及青年活動。首任主任為王唯農，此後重要主管還包含連戰、張豫生、高銘輝、黃昆輝、莊懷義、尹士豪等人。迄2000年國民黨於總統選舉失利，始實行組織整併，將中央青工會縮編為組織發展委員會青年部，併入組織發展委員會。2022年，黨中央另成立青年事務委員會，統籌組發會青年部及其所屬全國青年工作總會、青年團（時屬革命實踐研究院）等單位之青年工作業務。
2024年，國民黨於總統選舉失利，遂再次推動改組，在中央委員會成立KMT Studio，整合青年數位業務；而組發會青年部則改編為KMT Studio青年部，負責社會青年工作。